# Arizona State Route 387
Die Arizona State Route 387 (kurz AZ 387) ist eine State Route im US-Bundesstaat Arizona.
Die State Route beginnt im Zentrum von Casa Grande an der Kreuzung mit den Arizona State Routes 84 und 287 und endet nach 25 Kilometern an der Arizona State Route 87 westlich von Coolidge. Nach der Anschlussstelle der Interstate 10 zweigt die State Route 187 in nordöstlicher Richtung ab.